# Krakamarken

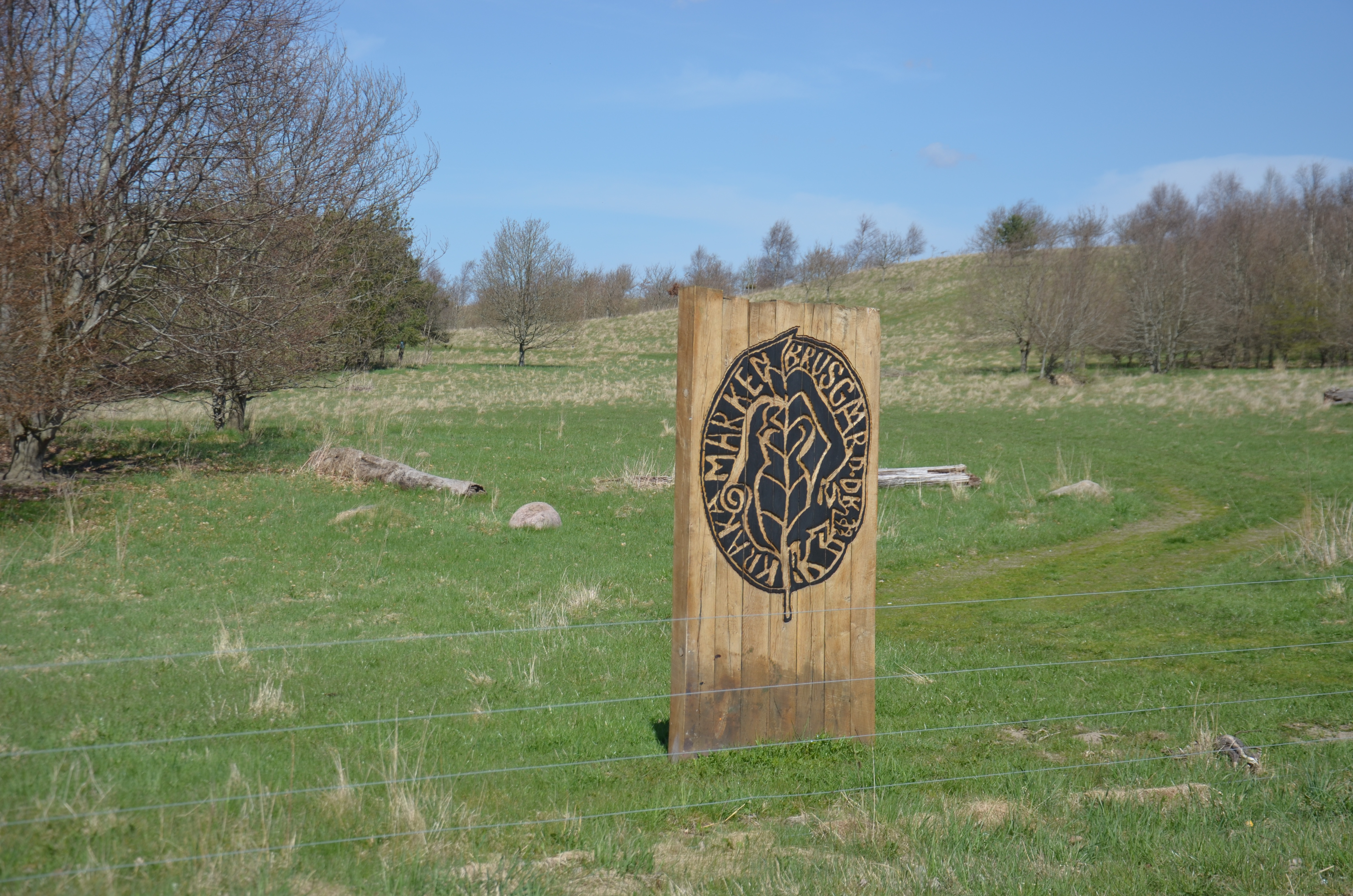
Entrén till Krakamarken 2013

Krakamarken var en skulpturpark för jordkonst sju kilometer sydost om Randers i nuvarande Region Mittjylland i Danmark.
Krakamarken anlades av Randers kommun 1988 på ett 27 hektar stort område vid Brusgård på initiativ av konstnären Jørn Rønnau. Sammanlagt medverkade 30 konstnärer från nio länder (Danmark, Irland, Japan, Kanada, Norge, Nya Zeeland, England, Tyskland och USA) med att uppföra konstverk i organiska material som jord och trä, vilka förändrades av klimatets påverkan och slutligen förföll. Skulpturparken stängdes som skulpturpark 1999, men kan fortfarande beses med spår av några av konstverken. Namnet Krakamarken kommer från sagan om Kraka i den nordiska mytologin.